# Maud Simonnot
Pour les articles homonymes, voir Simonnot.
Maud Simonnot, née le 11 février 1979 à Semur-en-Auxois en Bourgogne-Franche-Comté, est une éditrice et auteure française.

## Biographie

### Enfance et formation
Maud Simonnot naît dans le Morvan. Elle réalise toute sa scolarité dans l’Autunois.
Elle obtient une licence d’histoire de l’art, un master d’édition à l'Université Paris-Sorbonne puis un doctorat de littérature sur l’histoire de l’édition,. Dans le cadre de ses études, elle réalise des stages chez P.O.L, Grasset ou à la Nouvelle Revue Française essais.

### Carrière
Maud Simonnot commence sa carrière en 2005 auprès d’Isabelle Gallimard, en tant qu’assistante d’édition au Mercure de France. Elle part ensuite à Oslo comme attachée à la littérature à l’ambassade de France,. À son retour, elle devient pendant deux ans responsable éditoriale chez Flammarion,,.
Nommée en 2012 éditrice dans la collection Blanche de Gallimard, elle est aussi membre du Comité de lecture des éditions Gallimard,. En tant qu'attachée littéraire, elle lit les manuscrits, mission normalement allouée à des auteurs mais qu'Antoine Gallimard a souhaité rajeunir et diversifier. Son rôle est de trouver de nouveaux auteurs parmi les nombreux manuscrits qu'elle lit, le fait qu'elle ne soit pas auteure lui laissant plus de liberté, et rédige aux membres du comité de lecture une fiche. Son avis est jugé « sévère » : en près de deux ans, elle n'a attribué que dix bonnes notes pour une lecture de six textes par semaine. Elle accompagne également certains auteurs confirmés.
En 2017, elle publie La Nuit pour adresse, un récit sur Robert McAlmon, écrivain et éditeur américain, pilier du Montparnasse littéraire des années 1920. Elle l'étudie pendant dix ans après l'avoir découvert au hasard d'une thèse. Le livre reçoit le prix Valery-Larbaud,. Il est également finaliste du prix Médicis essai,. Il obtient aussi le prix Tour Montparnasse.
En 2020, elle publie aux éditions de l'Observatoire son premier roman, L'Enfant céleste. Il raconte l'histoire d'un enfant et de sa mère qui se reconstruisent au cours d'un voyage sur l'île de Ven, en Suède,. Il fait partie des livres sélectionnés pour le prix Goncourt 2020. L'Enfant céleste est aussi finaliste du Goncourt des lycéens,. Il est en outre finaliste du Prix Giono et du Prix littéraire « Le Monde » 2020. Il obtient enfin le prix Goncourt de l'Italie.
En janvier 2022, elle devient la directrice de la Nouvelle Revue Française. C'est la première femme à diriger la revue créée en 1908,,. La même année, elle publie L'Heure des oiseaux sur l'affaire de l'orphelinat de Jersey,. Sélectionné pour le prix Femina et finaliste du Prix de littérature de l'Union européenne, ce roman obtient le prix Jean Freustié,,,.
En juin 2023, elle quitte Gallimard pour rejoindre les Éditions du Seuil. Elle devient directrice de la fiction française,.
Membre de la Confrérie des chevaliers du Tastevin, elle est présidente du Prix Albert Bichot du Clos de Vougeot.
Début 2025, elle lance une nouvelle collection, "Le Bar de la Sirène" et elle obtient le trophée de la meilleure éditrice de l'année (Les Echos)

## Publications

### Fiction
- L'Enfant céleste, éditions de L'observatoire, 2020, finaliste du Prix Giono et du Prix littéraire « Le Monde » 2020[18], sélection Prix Goncourt 2020[33], Prix Goncourt de l'Italie[19].
- L'Heure des oiseaux[23], éditions de L'Observatoire, 2022, prix Freustié 2023[34].

### Biographie
- La Nuit pour adresse[35], éditions Gallimard, collection « Blanche », 2017, prix Tour Montparnasse[12], prix Valery-Larbaud[8], finaliste du prix Médicis essai[11].

### Anthologie
- Le Goût de la forêt, anthologie, Mercure de France, 2009.
- Le Goût de la nuit[36], anthologie, Mercure de France, 2019.